# Röda hund (kortspel)
Röda hund är ett kortspel med påtaglig hasardkaraktär, där slumpens inverkan dock till viss del kan bemästras med hjälp av sannolikhetsberäkningar. 
Innan spelet börjar lägger alla deltagare ett överenskommet belopp i form av marker eller pengar i en pott. Spelarna får i given fem kort var, och resterande kort bildar en talong. 
Spelet går ut på att kunna sticka över talongens osedda översta kort med ett kort i samma färg och med högre valör.  Spelarna turas om med att välja om man vill lägga en ny insats till potten och satsa på att man kan göra detta. Klarar man det, får man tillbaka insatsen och lika mycket till från potten. Vid misslyckande förlorar man sin insats.